# Faro de Punta Barceloneta
El Faro de Punta Barceloneta es una estructura que sirve para la navegación en la Bahía de Luba (antes llamada San Carlos) en la costa oeste de la Isla de Bioko, en la provincia de Bioko Sur, a 1,5 km (1 milla) al noroeste de Luba, en el norte del país africano de Guinea Ecuatorial.
El faro se encuentra activo con un plano focal de 45 m (148 pies), cuatro flashes, blancos o rojos dependiendo de la dirección, cada 15 s. 16 m (52 pies) con una torre de mampostería hexagonal con galería; sin linterna. La estructura está pintada con franjas rojas y blancas horizontales. El faro que marca la entrada sur de la Bahía de Luba, en la costa oeste de Bioko.  Un puerto moderno se ha construido recientemente en Luba para apoyar los campos de gas natural costa afuera, al oeste. 